# الدوري الإيطالي 1919–20
دوري الفئة الأولى الإيطالي 1919–20 هي النسخة التاسعة عشر من دوري الدرجة الأولى الإيطالي بمسماه الجديد. توج في هذه النسخة إنتر ميلان، ليضمن بذلك ثاني لقب له في هذه البطولة.

## النهائي
لعب في 20 يونيو 1920
| الفريق الأول | إجم. | الفريق الثاني | مباراة الذهاب | مباراة الإياب |
| ------------ | ---- | ------------- | ------------- | ------------- |
| إنتر ميلان   | 2-3  | نادي ليفورنو  | 2-3           |               |

## اللقب

### البطل
| الدوري الإيطالي الدرجة الأولى بطل 1919–20 |
| ----------------------------------------- |
| إنتر ميلان اللقب الثاني                   |
|                                           |